# كل هذا والجنة أيضا (فلم)
كل هذا والجنة أيضًا (بالإنجليزية: All This, and Heaven Too) هو فيلم دراما تم إنتاجه في الولايات المتحدة وصدر في سنة 1940.

## بطولة
- بيت ديفيس
- تشارلز بوير

### ترشيحات وجوائز
| السنة | الحدث  | الفئة     | النتيجة |
| ----- | ------ | --------- | ------- |
|       | أوسكار | أفضل فيلم | ترشـيـح |

## وصلات خارجية
- مقالات تستعمل روابط فنية بلا صلة مع ويكي بيانات